# Stan (sang)
"Stan" er en sang af den amerikanske rapper Eminem og den engelske sangerinde Dido. Det er den tredje single fra Eminems album The Marshall Mathers LP fra 1999. Den toppede som nummer et i Storbritannien og Australien. Det er også med på Curtain Call: The Hits, hvor originalversionen med Dido er femte nummer, mens live-udgaven fra Grammy Awards 2001 med Elton John er nummer 17.
Sangen blev produceret af The 45 King, og brugte et modificeret break fra Didos "Thank You" som sin basissample. Sangen sampler også åbningslinjerne fra "Thank You" i sit omkvæd. Tilfældigvis udkom begge sange som singler i slutningen af 2000. "Stan" er blevet kaldt en af Eminems bedste sange, og anses som en af hans signatursange. Rolling Stone rangerede "Stan" som #296 in deres liste over De 500 bedste sange nogensinde. Sangen var også nummer 15 på VH1's liste over de største hiphop sange nogensinde.
Sangen blev nomineret til et utal af priser, såsom Bedste sang ved MTV Europe Music Awards, Årets Video, Bedste Rap Video, Bedste instruktion og Bedste cinematografi ved MTV Video Music Awards. Den eneste pris den vandt, var "Bedste internationel artist video" ved MuchMusic Video Awards. I april 2011 sammensatte Complex magazine en liste over de 100 bedste Eminem sange, hvor de placerede "Stan" som nummer to. Navnet på figuren i sangen, har givet liv til et slang online, der refererer til nidkære manisk besatte fans af kendte eller personligheder.

## Baggrund
Sangen fortæller historien om en fiktiv person ved navn Stanley "Stan" Mitchell, der påstår han er Eminems største fan. I sangen skriver han breve til Eminem, hvor han bliver mere og mere besat af ham, for hvert brev han skriver. Når der ikke kommer svar, bliver han også progressivt mere vred. Han slutter af med at lave en optagelse af sig selv, mens han kører sin bil i en sø, med sin gravide kæreste i bagagerummet. De tre første vers bliver alle leveret af Eminem i rollen som Stan, mens det fjerde og sidste vers er Eminem der forsøger at svare Stan. Han indser dog at han allerede har hørt om Stans død i nyhederne. Sangen er inspireret af Eminems onkel Ronnies dødsfald. Ronnie tog sit eget liv i 1991.[kilde mangler]

## Struktur
I første vers skriver Stan, den fiktive figur (spillet af Devon Sawa i videoen), til Eminem for tredje gang, i håb om at hans helt skriver tilbage. Regn og torden kan høres i baggrunden i hele verset, ligesåvel som man kan høre en blyant der skriver på papir. Han forklarer niveauet af sin loyalitet, "I got a room full of your posters and your pictures, man", og fastholder at han har sendt to breve til Eminem tidligere, men at han nok ikke har fået dem endnu. Yderligere refereres der til sangen "Old World Disorder" som undergrundstingen han lavede med Skam. Stan afslører også at hans kæreste (spillet af Dido i videoen) er gravid, og at han vil kalde sin datter for Bonnie, enten en reference til Eminems sang "'97 Bonnie and Clyde" fra The Slim Shady LP, eller det faktum at Eminems rigtige mellemnavn er Bruce. Stan fremhæver også selvmord af et familiemedlem, da han nævner at han har en ven der har begået selvmord på grund af ulykkelig kærlighed, præcis som Eminems onkel Ronnie.
I andet vers, er det klart, at Stan er frustreret. Han begynder en smule optimistisk i første linje, men allerede i anden linje begynder hans temperament at vise sig. Tordenen i baggrunden bliver gradvist højere, hvilket er med til at fremhæve Stans vrede. Høje tordenskrald kommer samtidig med Stans vredesudbrud. Verset fastslår også Stans svigtende helbred, da han nævner at han skærer i sig selv. Stan nævner også sin lillebror, Matthew, som Stan anser som værende en større fan af Eminem end han selv er. Stan er bitter, fordi Eminem angiveligt skulle have afvist at give Matthew en autograf efter en koncert, efter de havde ventet i den bidende kulde i fire timer. Han slutter sit brev af med at sige at de (Stan og Eminem) burde være sammen.
Det tredje vers er Stan der indspiller en optagelse af sig selv på et kassettebånd. Dette gør han mens han er ved begå selvmord, ved at køre ud over en bro, efter at have drukket vodka. Hans ord er slørret, og han er helt klart under indflydelse af depressiva. Stan er vred og henvender sig til Eminem ved at kalde ham "Mr. I'm-Too-Good-to-Call-or-Write-My-Fans". Han forklarer hvad han er ude på, blandt andet ved at citerer "My Name Is"" fra det tidligere Eminem-album The Slim Shady LP. Dernæst laver han en reference til Phil Collins-sangen "In the Air Tonight". Helt specifikt referer Stan til en vandrerhistorie om, at sangen er om Collins der ser en mand drukne, mens en der står tættere på ikke gør noget for at redde ham. Stan fortsætter med at afslører sin vrede ved blandt andet at sige, at han håber Eminem får søvnproblemer. Herefter høres skrig, og Stan afslører at hans gravide kæreste er i bagagerummet, og at hun er ved at kvæles. Stan realiserer til sidst, at han ikke ved hvordan han skal få sendt båndet til Eminem, hvorefter et biluheld følger.
Fjerde vers er Eminems forsinkede svar til Stan. Han begynder afslappet, ved at sige at han har haft travlt, derfor svaret har været så længe undervejs. Han sender også gaver med autograf på, til Matthew. Herefter giver han et råd til Stan, om at han ikke skal skære i sig selv, og han nok bør søge professionel hjælp. Ydermere mener han at han skal behandle sin kæreste bedre. Han forklarer at han har set en lignende episode i nyhederne, om en mand der begår selvmord og dræber sin gravide kæreste samtidig. Eminem indser dog, at den historie omhandler Stan.

## Censur
MTV's censurerede  sangen og videoen er kraftigt censureret, med signifikante dele fra de to første vers og det meste af tredje vers fjernet. I den lange udgave på MTV, der er 8 minutter og 15 sekunder lang, er tredje vers censureret, når Stan nævner sin kæreste i bagagerummet, og ved tingene der nævnes lige bagefter.
Dido har sagt at hun var bundet for munden i tredje vers i videoen, men da videoen er så censureret, er det sjældent at finde en version med disse billeder. I den ucensurerede version, ses Stan drikke mens han kører bil. Dernæst ses Dido kæmpende i bagagerummet af bilen. Hun formår at få revet gaffatapen væk fra sin mund og skreget, inden hun begynder at få problemer med at trække vejret. De fleste versioner er censureret, så man kun kort ser Dido i bagagerummet i slutningen af verset. Der censureres også enkelte ord i de følgende sætninger, samt at Stan drikker mens han kører. I slutningen af tredje vers ændres linjen om broen fra "Well, gotta go, I'm almost at the bridge now" til "Well, gotta go, I'm almost at the end of the bridge now". I fjerde vers fjernes sætningen "[And what's this] shit about us meant to be together", samt alle referencer til kæresten i bagagerummet.
I den korte videoversion, der også blev brugt i radioen på grund af længden, er den midterste tredjedel af andet vers fjernet, og derfor er flere videosekvenser også fjernet. Fra tredje vers er det linjerne om at kører bil og drikke der er fjernet. Yderligere er omkvædet fjernet mellem tredje og fjerde vers.
I den seneste Fuse TV-version af videoen, er forskellige linjer og ord censureret, endnu mere end den "rene" version på LP'en. Halvdelen af første vers er slettet, og sangen fader ud halvvejs gennem andet vers. LP-versionen af sangen er over seks minutter lang, og, som tidligere nævnt, er den fulde videoversion 8 minutter og 15 sekunder lang, men når Fuse viser videoen, er den kun lidt over to minutter. I Fuses oprindelige udgave som en rock og alternative station, blev den samme version som MTV brugt, vist.
"Stan" blev også udgivet som spor 17 på Curtain Call: The Hits, med Elton John. På både den "rene" og den eksplicitte version af Curtain Call: The Hits, er livenummeret kun censureret ved bandeord.

## Arv
Sangen er måske Eminems mest roste sang og er blevet kaldt en "kulturel milesten" og bliver anset for at være "Eminems bedste sang" af About.com. Da Giles Foden analyserede "Stan" i The Guardian, sammenlignede han Eminem med Robert Browning.
Ved Grammy-uddelingen i 2001, da han modtag store mængder kritik fra Gay and Lesbian Alliance Against Defamation over sine tekster, svarede Eminem tilbage ved at optræde med "Stan" sammen med sangeren Elton John, der selv er homoseksuel, der sang Didos linjer. Mange af profaniteterne var udskiftet, eksempelvis "favorite idol" i stedet for "fucking idol", og "stuff" for "shit". Optagelserne af denne optræden var tilgængelig på Eminems officielle hjemmeside, samt på hans opsamlingsalbum Curtain Call: The Hits fra 2005.
Den kristne rapper KJ-52 indspillede to sange, hvor han prøver at få kontakt med Eminem og snakke med ham om hans tro og hjælpe ham gennem hans problemer. Sangene hedder "Dear Slim" og "Dear Slim, Part II". Lyrikken i "Dear Slim" refererer til den besatte fan i "Stan". Flere forskellige instrumenter fra sangen "My Life af The Game var taget fra Stan.
Rapperen Canibus udgav et svar til sangen kaldet "U Didn't Care", hvori Canibus, forklædt som Stan, anklager Eminem for ikke at bekymre sig for ham overhovedet.
"Stan" er kommet i leksikonet som en term for en over-fikseret fan af nogen eller noget. Termen er specielt populær i rap-kredse, blandt andet har Nas kaldt Jay-Z en "stan" af både sig selv og The Notorious B.I.G.
"Stan" er blevet nævnt som en af de bedste hip-hop sange nogensinde. Den blev rangeret som nummer tre på Q magazines liste, og blev nummer ti i en lignende undersøgelse lavet af Top40-Charts.com. Rolling Stones liste over de 500 bedste sange nogensinde rangerer den som 290, en af Eminems to sange på listen sammen med "Lose Yourself". I den opdaterede liste fra 2010 er den nummer 296.[kilde mangler] Den er rangeret som nummer 45 på About.coms Top 100 rap sange.
Sangen er rangeret som nummer 15 på VH1s 100 største sange i Hip Hop. Den er også kåret som den 46. bedste sang i årtiet af Complex magazine, og den tiende bedste sang i årtiet af Rolling Stone magazine.

## Spor
- UK CD single[13]

1. "Stan" (featuring Dido) – 6:45
2. "Get You Mad" (featuring Sway & King Tech og DJ Revolution) – 4:22
3. "My Name Is" – 4:32
4. "Stan" (Video) – 8:08

- UK kassette

1. "Stan" (featuring Dido) – 6:45
2. "My Name Is" – 4:32

- Tysk CD single[14]

1. "Stan" (Radio Edit) - 5:33
2. "Guilty Conscience" (Radio Version w/ Gunshot) (featuring Dr. Dre) - 3:22

- Tysk maxi CD single[15]

1. "Stan" (Radio Edit) - 5:33
2. "Guilty Conscience" (Radio Version w/ Gunshot) (featuring Dr. Dre) - 3:22
3. "Hazardous Youth" (A cappella version) - 0:46
4. "Get You Mad" (featuring Sway & King Tech og DJ Revolution) – 4:22

## Hitlister
Sangen har solgt over 750,00 eksemplarer i Storbritannien.
| Hitliste (2000-01)                       | Højeste placering |
| ---------------------------------------- | ----------------- |
| Australien (ARIA)                        | 1                 |
| Østrig (Ö3 Austria Top 40)               | 1                 |
| Belgien (Ultratop 50 Flanderen)          | 3                 |
| Belgien (Ultratop 50 Vallonien)          | 2                 |
| Danmark (Track Top-40)                   | 1                 |
| Europa (European Hot 100)                | 1                 |
| Finland (Suomen virallinen lista)        | 1                 |
| Frankrig (SNEP)                          | 4                 |
| Holland (Dutch Top 40)                   | 3                 |
| Irland (IRMA)                            | 1                 |
| Italy (FIMI)                             | 1                 |
| New Zealand (RIANZ)                      | 14                |
| Norge (VG-lista)                         | 3                 |
| Rumænien (Romanian Top 100)              | 1                 |
| Schweiz (Schweizer Hitparade)            | 1                 |
| Spanien (PROMUSICAE)                     | 3                 |
| Sverige (Sverigetopplistan)              | 3                 |
| Tyskland (Official German Charts)        | 1                 |
| UK Singler (The Official Charts Company) | 1                 |
| U.S. Billboard Hot 100                   | 51                |
| U.S. Billboard Hot R&B/Hip-Hop Songs     | 36                |
| U.S. Billboard Pop Songs                 | 33                |

| Hitliste (2000/01)                           | Placering |
| -------------------------------------------- | --------- |
| Australien                                   | 6         |
| Belgien (Flandern)                           | 31        |
| Belgien (Vallonien)                          | 20        |
| Frankrig                                     | 29        |
| Schweiz                                      | 3         |
| Storbritannien (The Official Charts Company) | 4         |
| Østrig                                       | 6         |

| (2000–2009) | Placering |
| ----------- | --------- |
| Tyskland    | 79        |

| Land           | Certifikation | Dato              | Salg certificeret |
| -------------- | ------------- | ----------------- | ----------------- |
| Australien     | 2x platin     | 2001              | 140.000           |
| Belgien        | Platin        | 2001              | 40.000            |
| Frankrig       | Platin        | 2001              | 500.000           |
| Holland        | Guld          | 2001              | 20.000            |
| Schweiz        | Guld          | 2001              | 25.000            |
| Storbritannien | Platin        | 21. juni 2002     | 805.000           |
| Sverige        | Platin        | 2001              | 20.000            |
| Tyskland       | Platin        | Juni 2001         | 500.000           |
| Østrig         | Guld          | 30. december 2001 | 15.000            |